# Kiss Me Baby
«Kiss Me, Baby» es una canción escrita por Brian Wilson y Mike Love. Se editó en el álbum Today! de 1965, también es labo B del segundo número uno del grupo, "Help Me, Rhonda".

## Historia
En noviembre de 1969 el padre de los hermanos Wilson, Murry Wilson vendió los derechos de autor de las canciones de The Beach Boys de la editorial Sea of Tunes a Irving Almo por aproximadamente 700.000 dólares. En abril de 1992, después de que Brian Wilson había ganado un juicio y recuperara los derechos de autor de sus canciones, Mike Love presentó una demanda contra Brian reclamando que no lo habían acreditado en algunas de ellas, y por lo tanto no había recibido las regalías correspondientes en más de treinta de las canciones de la banda. Una de estas canciones era "Kiss Me, Baby". La canción al principio fue acreditada únicamente a Brian Wilson. Mike Love ganó el juicio y por lo tanto de allí en más figura en los créditos junto a Wilson.

## Grabación
La canción fue grabada en más de dos fechas en Western Recorders, ambas sesiones producidas por Brian Wilson. Arreglado por Brian Wilson, la pista instrumental fue grabada el 16 de diciembre de 1964, con Chuck Britz como ingeniero de sonido. La voz fue sobre-doblada en una sesión el 15 de enero de 1965. En los versos destaca al grupo que canta en la armonía con Brian Wilson y Mike Love. La mezcla a cappella de la canción fue publicada en el álbum Hawthorne, CA de 2001, permitiendo al oyente oír claramente las disposiciones complejas vocales y la armonía.

## Sencillo
"Kiss Me, Baby" fue publicado en abril de 1965 en los Estados Unidos como el lado B del segundo sencillos número uno, "Help Me Rhonda". En el Reino Unido, la canción también fue lanzada como el lado B de "Help Me Rhonda", que sólo llegó al puesto n.º 27 en el Reino Unido.

## Músicos
- Hal Blaine - batería, Temple block
- Peter Christ - Corno inglés
- Steve Douglas - Saxofón tenor
- David Duke - Corno francés
- Al Jardine - Voz, coros
- Carol Kaye - Bajo eléctrico
- Barney Kessel - Bajosexto
- Mike Love -  Voz líder
- Jay Migliori - Saxofón barítono
- Bill Pitman - Guitarra acústica
- Ray Pohlman - Bajo eléctrico
- Leon Russell - Piano
- Billy Strange - Guitarra eléctrica
- Julius Wechter - Vibráfono
- Brian Wilson - Piano, coros
- Carl Wilson - Guitarra, coros
- Dennis Wilson - Coros

## Publicaciones
La canción fue puesta en el álbum de estudio Today! de 1965, fue compilada en Best of The Beach Boys de 1966, una mezcla en estéreo de la canción fue publicada en Endless Harmony Soundtrack de 1998, en Dolby Digital 5.1 surround sound, la canción con otras mezclas en 5.1, fueron producidos y mezclados por Mark Linett, una versión a cappella fue editada en la compilación Hawthorne, CA de 2001, la canción fue compilada en The Warmth of the Sun de 2006, en el box que compila los sencillos U.S. Singles Collection: The Capitol Years, 1962-1965 de 2008 y en Summer Love Songs de 2009.